# Sophie Ostrogska
Pour les articles homonymes, voir Ostrogska.
Sophie Ostrogska (en lituanien : Zofija Ostrogiškaitė ; 1595-1622) est une princesse polonaise d'origine ruthène et la femme la plus riche de Pologne. En 1613, elle épouse Stanisław Lubomirski. Grâce à ce mariage, Lubomirski devient propriétaire de 18 villes, 313 villages et 163 granges dans les provinces de Cracovie, Sandomierz, Ruthénie et Volhynie.